# Сватовская городская община
Сватовская городская территориальная община (укр. Сватівська міська територіальна громада) — территориальная община в Украине, в Сватовском районе Луганской области, с административным центром в городе Сватово.
Образована путем объединения Сватовского городского и Гончаровского, Кругловского, Маньковского, Меловатского, Мостковского, Петровского, Рудовского, Свистуновского, Майновского сельских советов Сватовского района и Новомикольского сельского совета Кременского района.

## Населённые пункты
Город: Сватово.
Села: Андреевка, Барыкино, Гончаровка, Дачное, Змиевка, Ивановка, Коржовое, Круглое, Маньковка, Меловатка, Мостки, Новомыкильское, Новопреображенное, Павловка, Проминь, Рудовка, Свистуновка, Травневое, Хомовка, Чепиговка.
Посёлки: Захидный, Лагодное, Сосновый.
Всего 24 населённых пунктов.

## Органы власти
Административный центр общины — Сватово
Глава общины — Вита Владимировна Слепец
Рада — Сватовский городской совет
Код КАТОТТГ — UA44100110000061602